# Taglibitas
taglibitas ou taglíbidas, também conhecidos como Banu Taglibe (Banu Taglib, lit. "Casa de Taglibe") e Taglibe ibne Uail (Taglib ibn Ua'il), foram uma tribo árabe que originou-se no Négede, mas habitou a Mesopotâmia Superior do final do século VI em diante. Eram aparentados aos rebiaítas e traçaram sua descendência nos adenanitas. Os taglibitas estavam entre as mais poderosas e coesas tribos nômades do era pré-islâmica e foram conhecidos por suas guerras com seus parentes bacritas, bem como suas lutas com os reis lacmidas de Hira, no Iraque. A tribo abraçou o cristianismo monofisista e permaneceu amplamente cristã até muito tempo depois do advento do islamismo em meados do século VII. Depois de uma oposição inicial aos muçulmanos, os taglibitas posteriormente asseguraram um importante lugar no Califado Omíada. Eles aliaram-se com os omíadas e lutaram numa série de batalhas contra as tribos caicitas rebeldes durante o conflito caicita-iamanita no final do século VII.
Durante o Califado Abássida, alguns indivíduos da tribo abraçaram o islamismo e receberam governos em partes do Estado. Por volta de meados do século IX, muitos dos taglibitas converteram-se ao islamismo, parcialmente como resultado da persuasão do governador taglibita de Diar Rebia e fundador de Arraba, Maleque ibne Tauque. Vários taglibitas foram nomeados governador de Diar Rebia e Moçul pelos abássidas. No começo do século X, a família taglibita, os hamadânidas, asseguraram o governo destas regiões, e na década de 930, o líder Nácer Adaulá formou um emirado autônomo em Moçul e Jazira. Do mesmo modo, em 945, seu irmão Ceife Adaulá criou um emirado no norte da Síria centrado em Alepo. Os hamadânidas governaram ambos os emirados até sua remoção política em 1002.

## Origens
Os taglibitas foram originalmente uma tribo beduína (árabe nômade) que habitou o Négede. A tribo foi nomeada em honra de seu progenitor Taglibe ibne Uail, também conhecido como Ditar ibne Uail. A tribo pertencia à confederação rebiaíta e assim traça sua descendência do ramo nizarita dos adenanitas. Sua genealogia seria a seguinte: Taglibe/Ditar ibne Uail ibne Cacite ibne Himbe ibne Afexa ibne Dumi ibne Jadila ibne Assade ibne Rebia ibne Nizar ibne Maade ibne Adenã. Sua tribo irmã e rival eram os bacritas (Banu Bakr ibn Ua'il).

## Subgrupos
A informação sobre os ramos taglibitas foi em grande parte baseada nos registros do genealogista taglibita pré-islâmico Alaquezar ibne Suaiama. Taglibe ibne Uail teve três filhos, Ganme, Inrã e Alaus. Contudo, na literatura genealógica árabe, apenas os descendentes de Ganme ibne Taglibe são discutidos extensivamente. De Ganme vieram os Alaracim, que se remetem aos descendentes dos seis filhos de Becre ibne Hubaibe ibne Anre ibne Ganme, todos os quais tinham olhos parecidos com os de araqim (cobras salpicadas, sing. al-Arqam). Os Alaracim foram o grupo mais importante dos taglibitas e quase toda a história genealógica dos taglibitas se centra em torno deles. As seis divisões dos Alaracim foram os Juxã (a maior), Maleque (segunda maior), Anre, Talaba, Alharite e Moáuia. Devido a seu tamanho e força, os Juxã e Maleque foram coletivamente referidos como os Alraucam (al-Rawkān), que traduz-se como "os dois cornos" ou "as duas companhias mais numerosas e fortes". Os Anre, a menor divisão dos Alaracim, foram conhecidos como Alnacábica (al-Nakhābiqa).
Da divisão Juxã veio o ramo Zuair, do qual boa parte das subtribos descendem, incluindo as linhagens Atabe, Utba, Itbã, Uafe e Cabe; todas essas linhagens foram fundadas pelos filhos epônimos de Sade ibne Zuair ibne Juxã. As subtribos Atabe, Utba e Itbã formaram os alutabes (al-'Utab), enquanto os Aufe e Cabe formaram os alauades ou Banu Alauade (Banu al-Awhad, lit. "Casa de Alauade"). Outro importante subtribo zuairita foram os Alharite, cujo fundador epônimo foi o filho de Murra ibne Zuair. A divisão Maleque também tem numerosos grupos tribais, incluindo os Alaazim (descendentes de Aufe ibne Maleque), Alabna (descendentes de Rebia, Aide e Inru Alcais, todos filhos de Tim ibne Uçama ibne Maleque), Alcur (descendentes de Maleque e Alharite, filhos de Maleque) e Rixe Alubara (descendentes de Cuaim ibne Maleque). A dinastia hamadânida traça sua ascendência na divisão Maleque através de seu ancestral Adi ibne Uçama ibne Maleque.

## História

### Período pré-islâmico
Na era pré-islâmica (pré-década de 630), os taglibitas estiveram entre as maiores e mais poderosas tribos beduínas na Arábia. Seu alto grau de solidariedade tribal foi refletida nas grandes formações que organizaram durante batalhas. A tribo esteve envolvida em grandes batalhas durante este período. Tão cedo quanto o século IV, os taglibitas estava sob a esfera de influência do Império Sassânida da Pérsia e seus clientes árabes, os reis lacmidas de Hira. Ela é mencionada durante o tempo que o xá Sapor II (r. 309–379) enviou cativos taglibitas para viver em Darim e Alcate, em Barém.
No final do século V, o chefe taglibita Culaibe ibne Rebia da linhagem Alharite ibne Murra do ramo Zuair, foi assassinado por seu cunhado, Jassas ibne Murra dos bacritas. Isso causou um longo conflito, conhecido como Guerra de Basus, entre os taglibitas e bacritas. O irmão de Culaibe, Mualil assumiu a liderança dos taglibitas, mas saiu de sua posição após a decisiva derrota taglibita na Batalha de Iaum Altaaluque, depois da qual a maioria dos taglibitas fugiu do Négede à região do Eufrates Inferior. Lá, viveram junto da tribo NAnre ibne Cassite, os parentes paternos dos taglibitas. Uma seção dos taglibitas aparentemente viveu no Eufrates Inferior antes do êxodo em massa da tribo.
Paralelo à Guerra de Basus houve a ascensão do Reino de Quinda no centro e norte da Arábia. Tanto os taglibitas como os bacritas tornaram-se súditos do reino durante o reinado de Alharite ibne Anre ibne Hujir (começo do século VI). Depois da morte de Alharite (depois de 530), seu filho Xurabil e Salama contestaram o trono. Os taglibitas e namiritas apoiaram Salama contra os bacritas que apoiaram Xurabil. Açafá, um guerreiro taglibita da divisão Maleque, foi comandante da cavalaria de Salama, enquanto outro taglibita, Uçum ibne Anumane, matou Xurabil em batalha. A Guerra de Basus terminou em meados do século VI quando os taglibitas e bacritas assinaram um tratado de paz no mercado de Du Almajaz, próximo de Meca.
Os taglibitas migraram mais ao norte junto do Eufrates à Mesopotâmia Superior (conhecido pelos árabes como Jazira) depois de seu chefe Anre ibne Cultum da divisão Juxã assassinou o rei lacmida Anre ibne Alinde em 568. Tão cedo quanto o século VIII, os chefes tribais taglibitas glorificaram Anre ibne Cultum como um dos mais proeminentes árabes da era pré-islâmica, e notaram suas habilidades poéticas, sua luta contra os reis de Hira e seus feitos no confronto com os bacritas. Em 605, os taglibitas e bacritas lutaram em lados opostos na Batalha de Di Car, com os taglibitas apoiando os sassânidas contra os bacritas.

### Período muçulmano precoce
A influência política taglibita recuou consideravelmente durante o advento do islamismo em meados do século VII. Devido a sua distância de Meca e Medina, as duas cidades que desempenharam papel central no desenvolvimento islâmico, os taglibitas não estiveram envolvidos nas questões islâmicas no tempo do profeta Maomé. Durante as Guerras Rida (632–633) entre os muçulmanos e as tribos árabes apóstatas, os taglibitas lutaram junto com os últimos. Seções dos taglibitas, particularmente a linhagem Utba do ramo Zuair, lutou contra os exércitos muçulmanos no Iraque e Mesopotâmia Superior durante a conquista islâmica da Pérsia. Uma filha do chefe Utba, Rabiá ibne Bujair, chamada Um Habibe foi levada cativa e enviada a Medina, onde foi comprada por Ali; ela gerou os gêmeos de Ali, Omar Alquibir e Rucaia.
Em algum momento durante as conquistas muçulmanas, os taglibitas aliaram-se com os muçulmanos embora mantiveram sua fé cristã. Entre os mais proeminentes desertores estava Utba ibne Aluagle, um ativista de Cufa da linhagem Sade da divisão Juxã. Muitas das tropas taglibitas do exército muçulmanos assentaram-se em Cufa. Sua posterior deserção aos muçulmanos e a adoção do califa Omar de seu apoio garantiu aos taglibitas uma isenção especial do imposto coletado dos súditos cristãos do califado. Durante a Primeira Guerra Civil Muçulmana (656–661), membros dos taglibitas lutaram ao lado de Ali na Batalha do Camelo (656) e a Batalha de Sifim (657). Contudo, em Sifim, uma significante força taglibita também lutou ao lado de Moáuia I contra Ali, aumentando a ira do último contra a tribo.

### Período omíada
A fé cristã e a proximidade dos taglibitas com o inimigo muçulmano, o Império Bizantino, foram as prováveis razões para a tribo não receber posições importante durante o período omíada. No entanto, eles ajudaram os omíadas durante a Segunda Guerra Civil Muçulmana (680–692). Inicialmente, eles nominalmente apoiaram as tribos caicitas rebeldes no conflito caicita-iemenita, um episódio da guerra civil. Contudo, depois que a tribo caicita dos solaimitas invadiram suas aldeias no vale do Cabur e atacaram a tribo com sanção de seu líder antiomíada Abedalá ibne Zobair, os taglibitas viraram-se contra os caicitas. O conflito com os caicitas provavelmente levou a reconciliação dos taglibitas com os bacritas. O chefe taglibita Amam ibne Mutarrife assegurou a paz e aliança das duas tribos ao compensar os bacritas por suas perdas na Batalha de Di Car. Um líder dos taglibitas, Abde Iaçu, serviu como o emissário conjunto dos taglibitas e bacritas ao califa Abedal Maleque ibne Maruane (r. 685–705).
O campeão taglibita durante seu conflito com os caicitas foi o bem conhecido poeta taglibita Alactal, cujo principal rival poético foi o caicita Jarir, com quem lutou uma "guerra verbal" na corte omíada. Sob Abedal Maleque, Alactal foi o poeta oficial da corte e vigorosamente defendeu os omíadas contra seus oponentes. O conflito taglibita-caicita culminou com a vitória taglibita decisiva em Iaum Alaxaque na Jazira próximo do rio Tigre, no qual o chefe solaimita Omeir ibne Hubabe foi morto; os taglibitas enviaram a cabeça do último para Abedal Maleque, que foi louvada com a morte do líder rebelde. O último califa omíada, Maruane II (r. 744–750), nomeou o taglibita descendente de Alçafá, Hixame ibne Anre ibne Bistã, como governador de Moçul e Jazira.

### Período abássida
O califa abássida Almançor (r. 754–775) realocou Hixame ibne Anre para Sinde. O califa Almadi (r. 775–785) substituiu Hixame por seu irmão Bistã, antes de realocar o último no Azerbaijão. Tanto Hixame quando Bistã eram muçulmanos. Outro taglibita muçulmano, Abedal Razaque ibne Abedalamide liderou uma expedição abássida contra os bizantinos no verão de 793. No começo do século IX, a linhagem Adi ibne Uçama da divisão Maleque, conhecida como Adi Taglibe ou Aladáuia, ganhou proeminência política na Jazira. Um de seus membros, Haçane ibne Omar ibne Alcatabe, foi nomeado governador de Moçul pelo califa Alamim (r. 809–813) em 813. Alguns anos depois, outro taglibita ligado a Haçane por matrimônio, Tauque ibne Maleque da linhagem Atabe da divisão Juxã, tornou-se governador de Diar Rebia sob o califa Almamune (r. 813–833). Maleque ibne Tauque serviu como governador do Junde de Damasco e o Junde de Alurdune sob os califa Aluatique (r. 842–847) e Mutavaquil (r. 847–861). Ele mais tarde fundou a cidade fortaleza do Eufrates chamada Arraba (a moderna Maiadim).

### Dinastia hamadânida
Na década de 880, um membro dos Adi Taglibe, Hamadã ibne Hamadune, uniu-se à Rebelião Carijita contra o califa Almutadide (r. 892–902). À época, Hamadã manteve alguns fortes na Jazira, incluindo Mardim e Ardumuste, mas em 895, os abássidas capturaram a primeira e depois o filho de Hamadã, Huceine, rendeu Ardumuste e uniu-se às forças de Almutadide. Hamadã rendeu-se aos abássidas fora de Moçul e foi preso, mas os bons ofícios de Huceine com Almutadide garantiram a Hamadã um perdão. Huceine liderou ou participou nas expedições abássidas contra os duláfidas, os carmatas e os tulúnidas durante o reinado Almoctafi (r. 902–908), mas caiu em desgraça após tomar parte na conspiração para instalar Abedalá ibne Almutaz como califa em 908. Os irmãos de Huceine, Abu Alhaija Abedalá (governador de Moçul em 905–913 e 914–916), Ibraim (governador de Diar Rebia em 919), Daúde (governador de Diar Rebia em 920) e Saíde permaneceram leais aos abássidas e Huceine posteriormente ganhou o perdão e foi nomeado governador de Diar Rebia em 910. Ele mais tarde revoltou-se, foi capturado e executado em 916. Abu Alhaija, no meio tempo, foi novamente feito governador de Moçul em 920, servindo até sua morte em 929.
Com a morte de Abu Alhaija, seu filho Nácer Adaulá, que governou como representante de seu pai em Moçul, lutou para assegurar o governo daquela cidade. Seu governo foi questionado por seus tios Saíde e Nácer, os habibitas (um clã taglibita rival) e o califa Almoctadir (r. 908–932) Por volta de 935, Nácer Adaulá prevaleceu contra eles e foi nomeado por Arradi (r. 934–940) como governador de Moçul e todas as três províncias da Jazira, ou seja, Diar Rebia, Diar Modar e Diar Baquir. Em 942, tornou-se o governante efetivo do Califado Abássida até ser derrubado por seu oficial turco rebelde, Tuzum, no ano seguinte. Nácer Adaulá foi deposto como governador de Moçul e Jazira por seus filhos em 967. A província permaneceu nas mãos dos hamadânidas até 1002. No meio tempo, o irmão de Nácer Adaulá, Ceife Adaulá, fundou o Emirado de Alepo e norte da Síria em 945. Seus descendentes continuaram a governar o emirado até serem depostos pelo gulam (soldado escravo) Lulu, o Velho em 1002.

## Religião
Pequenos grupos de taglibitas converteram-se ao islamismo durante o período omíada (668–750) e começo do período abássida (século VIII), incluindo uma pequena comunidade taglibita de Cufa, alguns homens de Quinacerim e notáveis indivíduos, como os poetas cortesões omíadas Cabe ibne Juail e Omeir ibne Xiaim. A vasta maioria dos permaneceu cristã durante este período. Mais tarde no período abássida, no século IX, vários taglibitas converteram-se ao islamismo e receberam alto ofício no Estado. Aparentemente, a conversão em massa dos taglibitas ao islamismo ocorreu na segunda metade do século IX durante o reinado de Almotácime (r. 833–842). Por volta da mesma época, Maleque ibne Tauque persuadiu Sal ibne Bixer, bisneto de Alactal, a converteu-se ao islamismo junto com todos os descendentes e Alactal.